# جو كارتر (موسيقي)
جو كارتر (بالإنجليزية: Joe Carter)‏ هو موسيقي ومغني أمريكي، ولد في 6 نوفمبر 1927 في جورجيا في الولايات المتحدة، وتوفي في 15 يونيو 2001 في شيكاغو في الولايات المتحدة.

## وصلات خارجية
- جو كارتر على موقع ميوزك برينز (الإنجليزية)
- جو كارتر على موقع أول ميوزيك (الإنجليزية)
- جو كارتر على موقع ديسكوغز (الإنجليزية)